# Jan Neff
Jan A. Neff (6. května 1832 Lipník nad Bečvou – 26. srpna 1905 Lipník nad Bečvou) byl český podnikatel a mecenáš.

## Život
Pocházel z Lipníka nad Bečvou, kde je také na tamějším hřbitově pochován. Jeho hřbitovní plastiku vytvořil sochař František Bílek. Finančně podporoval vybudování vyšší školy v Lipníku nad Bečvou a obchodní školy v Brně. Jednalo se o šlechetného vlastence, mecenáše českého školství, jednoho z předních uvědomělých zakladatelů českého obchodnictví.

### Podnikání
Začínal s podnikáním ve Vídni. Roku 1860 přestěhoval své podnikání z Vídně do Prahy. Zabýval se především obchodem s porcelánem a zbožím vyšší kvality, které dovážel ze zahraničí. Jeho obchod stál blízko Prašné brány, dnes ulice Na příkopě v Praze. Toto místo bylo velmi prestižní a drahé, ale být "viděn" byl Neffův obchodní záměr. Obchodoval s různými uměleckými výrobky a látkami a vedl jej jako první ryze český závod tak, že po jeho příkladu vznikaly nové firmy české. Vlastenecké smýšlení se stalo jedním ze znaků firmy, dnes bychom řekli "firemní strategií". Zabýval se finančnictvím, spoluzakládal kupř. Živnobanku, První Pražskou záložnu atd.

### Úmrtí
Zemřel ve svém rodném Lipníku nad Bečvou roku 1905. Pohřben byl v majestátní hrobce na lipnickém hřbitově.

## Odkaz
Je podepsán pod finanční podporou celé řady českých a moravských spolků: Merkur (spolek), stál u vzniku institucí: Národní muzeum, Národní divadlo a dával velkorysé dary na stavbu škol. Také díky jeho daru vznikla například v Brně první česká obchodní akademie. Do Lipníku nad Bečvou zval slavné umělce, kupř. Antonína Dvořáka. V bohaté rodině Neffů žil třeba Josef Klvaňa během svých studií v Praze. Mezi jeho potomky patří spisovatelé Vladimír Neff a jeho syn Ondřej Neff.
Jeho životem je inspirována postava Jana Borna v románové pentalogii Vladimíra Neffa (Sňatky z Rozumu, Císařské fialky, Zlá krev, Veselá Vdova, Královský vozataj).

## Galerie

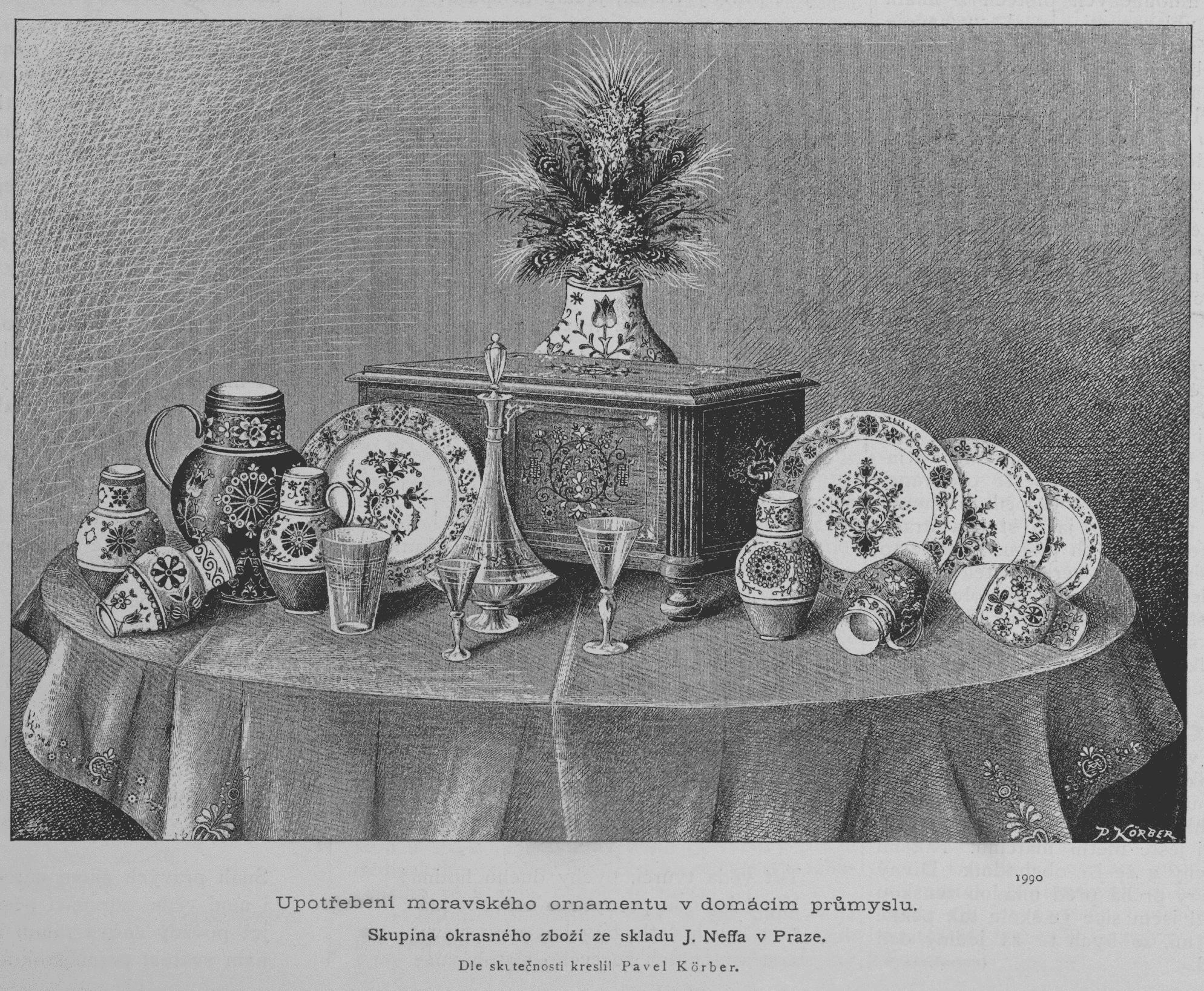
Ozdobný moravský porcelán ze skladu J. Neffa (1887)
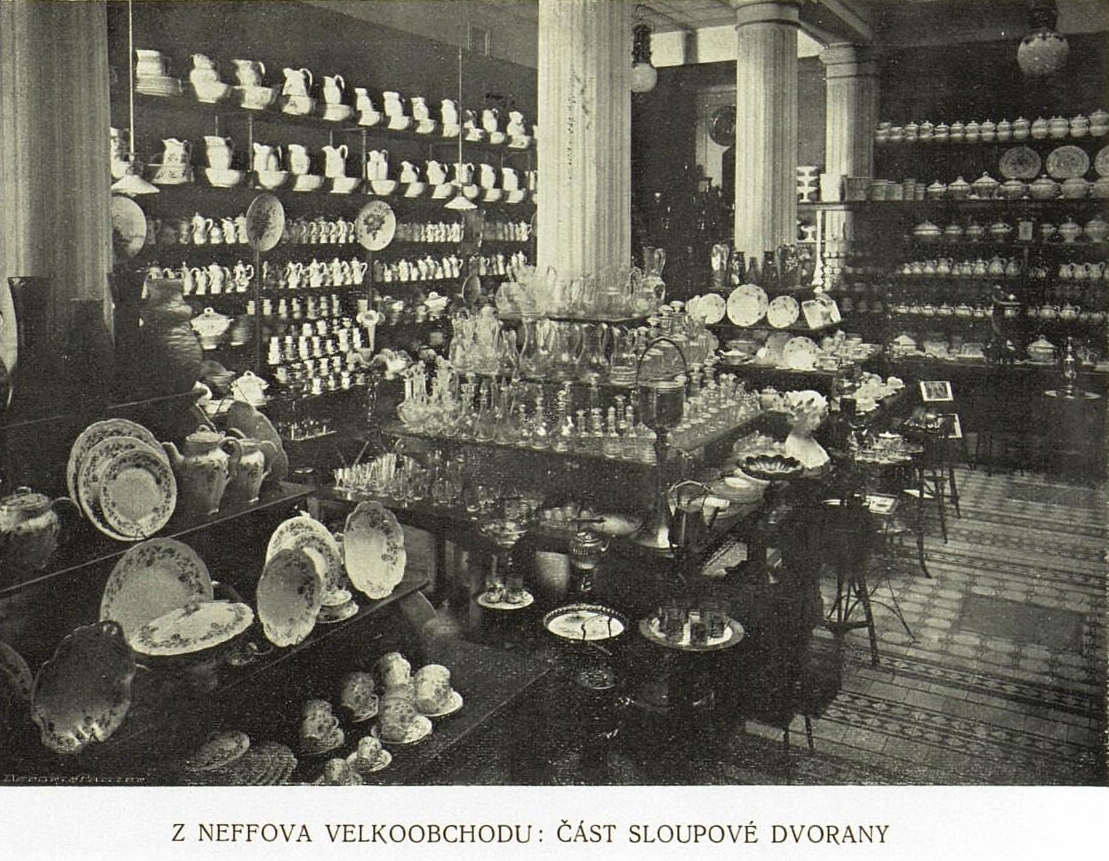
Obchod Jana Neffa, Na příkopě, 1905
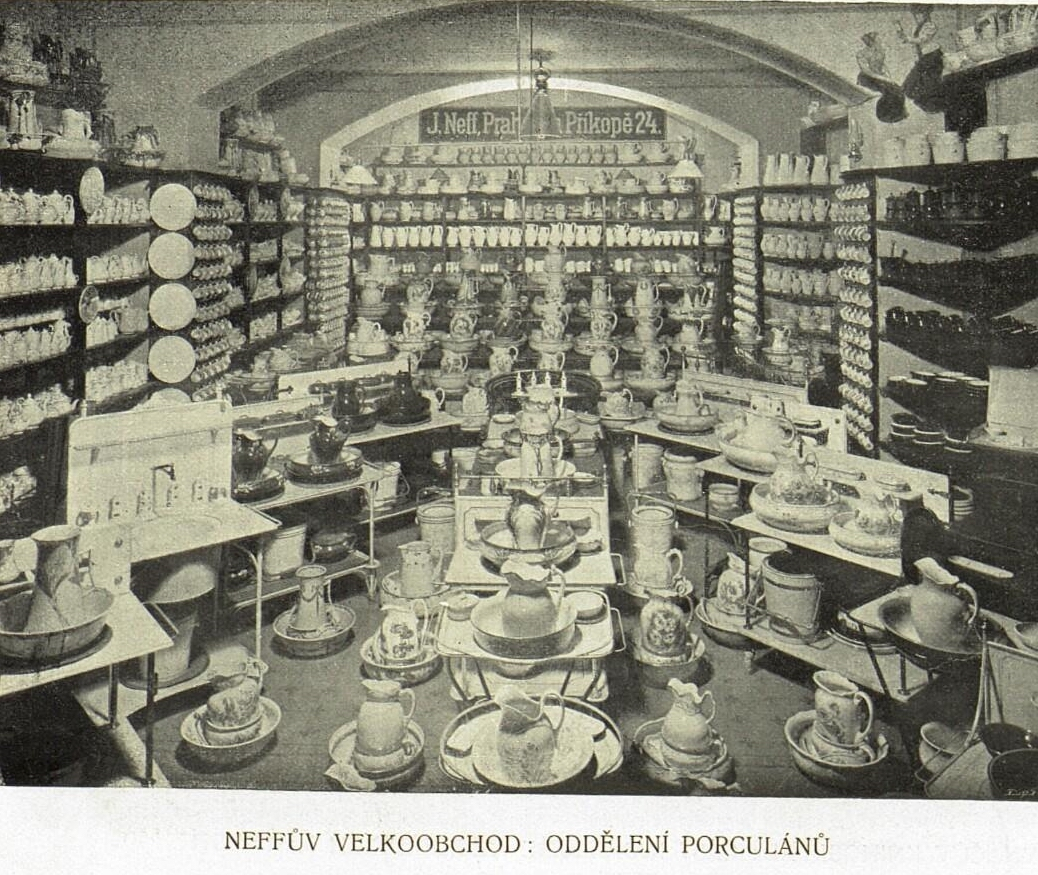
Obchod Jana Neffa, Na příkopě, 1905